# Saskatoon
Saskatoon (/ˌsæskəˈtuːn/) là thành phố lớn nhất của tỉnh Saskatchewan của Canada. Nằm bao quanh một khúc uốn của sông Nam Saskatchewan và dọc theo Xa lộ xuyên quốc gia Canada, thành phố đã từng là trung tâm văn hóa và kinh tế của khu vực kể từ khi nó được thành lập vào năm 1882 như là một thuộc địa Ôn hòa. Tại tổng điều tra dân số năm 2016, với số dân 246.376 người, Saskatoon là thành phố lớn nhất trong tỉnh, trong cuộc điều tra dân số vào năm 2016, với số dân 295.095, khu vực đô thị Saskatoon (CMA) là CMA lớn thứ 17 ở Canada. Thành phố Saskatoon có ước tính dân số là 271.000 người vào tháng 7 năm 2017, trong khi Thống kê Canada đã ước tính dân số của CMA phải là 315.200 người vào năm 2016.
Saskatoon là nơi có Đại học Saskatchewan, Ủy ban Quản lý Thung lũng Meewasin với trách nhiệm bảo vệ sông Nam Saskatchewan và không gian công viên bờ sông nổi tiếng của thành phố, và Công viên Di sản Wanuskewin, Địa điểm Lịch sử Quốc gia Canada, đại diện cho 6.000 năm lịch sử của các dân tộc đầu tiên tại Canada. Đô thị nông thôn của Công viên Corman số 344, đô thị nông thôn đông dân nhất ở Saskatchewan, tạo ra một viền bao quanh thành phố và nhiều đô thị liên quan, bao gồm cả Wanuskewin.
Saskatoon được đặt theo tên của loại quả berry cùng tên, có nguồn gốc từ khu vực, và chính từ này bắt nguồn từ tiếng Cree misâskwatômina. Thành phố có một lượng dân cư bản địa đáng kể và một số khu bảo tồn đô thị. Thành phố có tám cây cầu (cộng với hai đang lên kế hoạch) qua sông và có biệt danh là "Paris của Prairies" và "Thành phố Cầu."
Các khu lân cận Saskatoon trong lịch sử gồm có Nutana và Riversdale, mà là các thành phố riêng biệt trước khi hợp nhất với thị trấn Saskatoon và trở thành thành phố vào năm 1906. Nutana, Riversdale, với đường phố lịch sử chính của họ ở đại lộ Broadway và đường 20, khu trung tâm và các khu phố trung tâm khác đang được tái đầu tư đáng kể và tái phát triển. Sutherland, thị trấn đường sắt thành phố được sáp nhập vào năm 1956 nằm ngoài vùng đất của trường đại học, giờ đây là một khu phố lịch sử khác.

## Từ nguyên
Tên Saskatoon [trong tiếng Cree: sâskwatôn, "Saskatoon" hoặc theo tiếng thổ dân: misâskwatôminihk, nghĩa đen: "nơi có saskatoon berry", misâskwatôminiskâhk, "tại nơi có nhiều saskatoon berry", mînisihk "tại nơi trồng saskatoon berry"] bắt nguồn từ danh từ tiếng Cree misâskwatômina "saskatoon berry", đề cập đến loại quả berry màu tím ngọt mọc trong khu vực này.

## Lịch sử

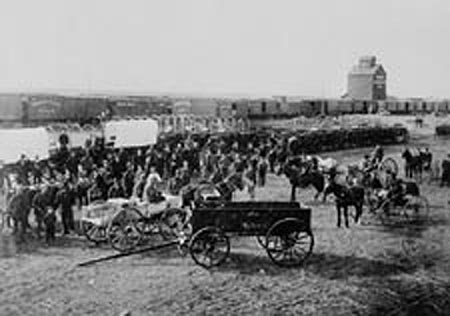
Nhóm định cư Barr tại Saskatoon vào năm 1903. Việc định cư tại Saskatoon đã chứng kiến một sự bùng nổ kinh tế khi những người định cư Barr lập trại tại đây.

Năm 1882, Hiệp hội Thuộc địa Ôn hòa, trụ sở tại Toronto được trao cho 21 vùng đất đất nằm giữa sông South Saskatchewan, giữa Warman và Dundurn ngày nay. Mục đích của nhóm là để thoát khỏi việc buôn bán rượu trong thành phố đó và thiết lập một cộng đồng "không rượu" trong vùng Prairie. Năm sau những người định cư, dẫn đầu là John Neilson Lake, đến địa điểm Saskatoon ngày nay và thành lập khu định cư lâu dài đầu tiên. Những người định cư đi bằng đường sắt từ Ontario tới Moose Jaw và sau đó hoàn thành chặng cuối cùng bằng xe ngựa kéo vì đường sắt vẫn chưa được hoàn thành để có thể tới Saskatoon.
Vào năm 1885, cuộc Nổi loạn Tây Bắc đã ảnh hưởng đến cộng đồng nhỏ bé này theo nhiều cách khác nhau. Thủ lĩnh Whitecap và Charles Trottier đã đi qua khuôn viên trường Đại học ngày nay để đi tham gia lực lượng vũ trang của Louis Riel tại Batoche, Saskatchewan. Sau trận đánh tại Trận Fish Creek, và Trận Batoche, những người lính Canada bị thương được chữa trị và bình phục tại Khu nhà Marr, ngày nay là một di tích lịch sử. Một vài người đã chết khi được chăm sóc và được chôn cất tại Nghĩa trang Pioneer gần Khu Triển lãm.
Một thị trấn tại phía tây của sông đã được thành lập vào năm 1903 (Nutana trở thành một ngôi làng trong năm đó). Năm 1906, Saskatoon trở thành một thành phố với dân số 4.500 người, bao gồm các cộng đồng Saskatoon, Riversdale và Nutana. Năm 1955 khu Montgomery Place và năm 1956, thị trấn lân cận Sutherland được sáp nhập vào Thành phố Saskatoon đang phát triển nhanh chóng.

## Địa lý

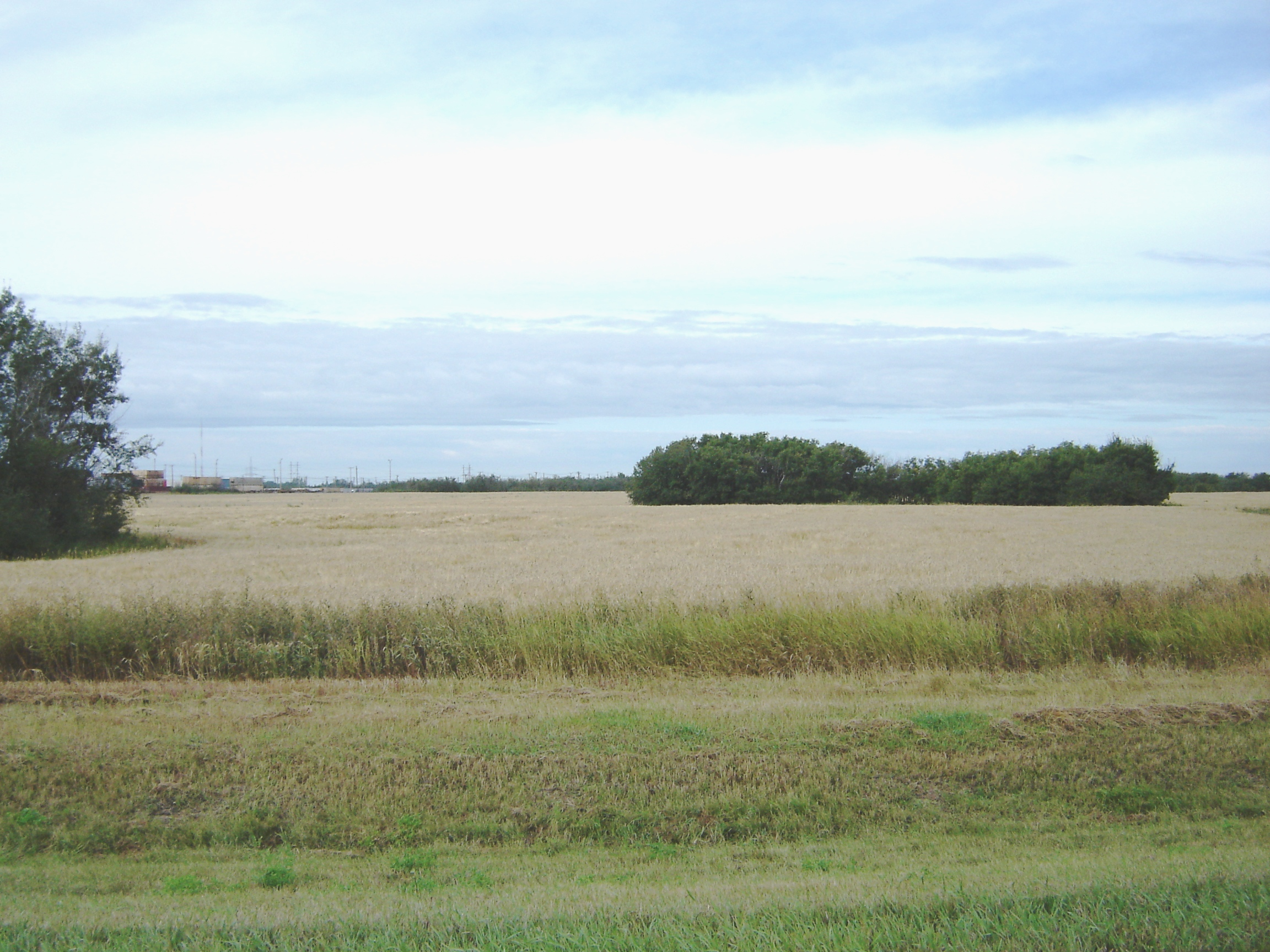
Công viên Aspen bên ngoài thành phố. Khu vực này là một hệ sinh thái chuyển tiếp giữa rừng Boreal và đồng cỏ Prairies.

Saskatoon nằm trên một vành đai dài với đất đen nhiều kali giàu chất khoáng ở trung nam Saskatchewan và nằm trong quần xã sinh vật công viên aspen. Việc thiếu địa hình miền núi xung quanh tạo cho thành phố một diện tích đất tương đối bằng phẳng, mặc dù thành phố này trải dài trên một vài ngọn đồi và có một vài thung lũng. Điểm thấp nhất trong thành phố là sông, trong khi điểm cao nhất là hai vùng: ngoại ô Sutherland ở phía đông và các khu vực Silverwood-River Heights ở cuối phía bắc của thành phố. Saskatoon, với mặt cắt ngang từ tây sang đông, có sự suy giảm chung về độ cao trên mực nước biển hướng về phía sông, và trên bờ phía đông của sông, địa hình chủ yếu là bằng phẳng cho đến bên ngoài thành phố, nơi nó bắt đầu giảm độ cao một lần nữa.
Saskatoon được chia thành hai phía đông và tây bởi sông South Saskatchewan. Sau đó nó được chia thành các khu vực phát triển ngoại thành (SDA) bao gồm các khu phố. Địa chỉ đường phố được phân ranh giới thành phía bắc và phía nam (đối với các con đường được căn chỉnh theo các hướng đó) và tương tự như phía đông và phía tây (đối với các con đường được căn chỉnh theo các hướng đó). Phía tây sông, đường phân giới địa chỉ bắc và nam là Phố 22, trong khi phía đông và phía tây được chia thành Idylwyld Drive (phía bắc đường 20) và Avenue A (phía nam đường 20). Về phía đông, Lorne Avenue phân định đông và tây trong khi đường Aird đánh dấu ranh giới bắc/nam, ngoại trừ trong cộng đồng Sutherland, nơi một ranh giới đông/tây riêng biệt diễn ra với Central Avenue là ranh giới (tuy nhiên, không có phân chia ranh giới bắc/nam rõ rệt). Kết quả của việc phân định ranh giới bất thường ở phía đông, ít có đường phố thực sự mang tên "Bắc" hoặc "Tây".
Một nguồn nước đặc trưng quan trọng thứ hai ngoài sông là vịnh Hudson Slough, một phần còn lại của một khối sông băng mà từng có thời chiếm lĩnh đầu phía bắc của thành phố. Sự phát triển công nghiệp đã dẫn đến phần lớn sự cạn kiệt, tuy nhiên một phần lớn tàn dư đã được bảo tồn khỏi Đại lộ C như một phần của Công viên Tưởng niệm RCAF, và một phần khác vẫn còn nguyên vẹn trong khu vực Công nghiệp Vịnh Hudson.
Hồ Pike và Công viên tỉnh Blackstrap nằm cách thành phố 40 km về phía nam. Công viên Blackstrap thường được sử dụng cho các chuyến đi thực địa của trường. Batoche cách thành phố 90 km về phía bắc.